# Сан-Чипріано-Пічентіно
Сан-Чипріано-Пічентіно (італ. San Cipriano Picentino) — муніципалітет в Італії, у регіоні Кампанія,  провінція Салерно.
Сан-Чипріано-Пічентіно розташований на відстані близько 240 км на південний схід від Рима, 55 км на схід від Неаполя, 10 км на північний схід від Салерно.
Населення — 6621 особа (2014).
Покровитель — San Cipriano.

## Демографія
Населення за роками:

Станом на 1 січня 2023 року в муніципалітеті офіційно проживали 122 іноземці з 24 країн, серед них 49 громадян країн Євросоюзу та 32 громадяни України.

## Сусідні муніципалітети
- Кастільйоне-дель-Дженовезі
- Джиффоні-Сеї-Казалі
- Джиффоні-Валле-П'яна
- Салерно
- Сан-Манго-П'ємонте